# Vashonvéd (Brassó)
A Vashonvéd egy katonaszobor volt, melyet eredetileg a Brassót 1916-ban felszabadító osztrák–magyar katonák tiszteletére állítottak a Postaréten, a megyei könyvtár mai épületének helyén. A román hatalomátvétel után román katonaszobornak nevezték ki (Statuia Dorobanțului), majd röviddel utána lebontották.

## Története
Az első világháború alatt, 1915-től kezdődően számos hősi emlékművet állítottak, melyek a „nemzeti áldozatkészség” előtt tisztelegtek. A magyarok általában „vashonvédnek” nevezték ezeket, annak ellenére, hogy nem mindegyik készült fémből, és egyesek nem is katonát ábrázoltak.
A brassói Vashonvéd elkészítésével Ján Koniarek szlovák szobrászt bízták meg. Koniarek 1915-ben megsebesült a fronton, majd felgyógyulása után Erdélybe küldték, ahol a brassói cementgyárban síremlékek faragására kérték fel. Itt került szóba a katonaszobor megalkotása is, a várost az Erdélyre törő románoktól 1916. október 8-án visszafoglaló katonák áldozatának tiszteletére. A szobor el is készült, de a várost elhagyó Koniarek nem tudta, hogy mi lett a sorsa, és azt feltételezte, hogy végül nem állították fel, mert véget ért a háború. A korabeli újságcikkekből és a későbbi fényképekből azonban biztosra vehető, hogy az alkotást 1918 szeptemberének közepén mégis felállították, bár nem lehet tudni, hogy a tervezett október 8-i dátumon fel is avatták-e.
A Brassói Lapok 1918. szeptember 17-i beszámolója szerint Bartha Albert vezérkari főnök adta át a honvédszobrot a városnak az 1. Vezérparancsnokság nevében, a következő beszéddel: „Október nyolcadika Brassó város hazafias ünnepe, s a Postaréten emelkedő Vasvitéz Brassó közönségének, szásznak és magyarnak lesz védő patrónusa. Ennek a Vaskatonának hősi alakja néma ajkával minden hű polgárához e hazának beszédes szózattal zengi a szívében: Legyenek tovább is egyek, megértők, testvérek a béke verőfényében, csak úgy, mint a háború viharában.”
A hatalomra kerülő románok nem döntötték le a szobrot, hanem fejét lefűrészelték, helyette egy román gyalogos katonáét ábrázoló fejet tettek, román katonai emlékművé változtatva az alkotást. Ezt nem csak a magyar szájhagyomány, hanem Karl Ernst Schnell polgármester visszaemlékezései is megerősítik.
Az 1920-as évek végén az emlékművet lebontották, felszámolva a mellette elhelyezkedő katonatemetőt is, hogy ide építsék a Kereskedelmi Kamara székhelyét (ma a megyei könyvtár épülete). A szobor további sorsa ismeretlen.

## Leírása
A négy méter magas szobor a Postaréten, a megyei könyvtár mai épületének helyén volt. Mellette egy világháborús katonai temető és a tűzoltók gyakorlótornya (1880) állt.